# Gyre
En gyre er en vinddreven strømhvirvel i havet. Alt efter opgørelsesmetode er der flere eller færre, men den amerikanske oceanograf Curtis Ebbesmeyer regner med 11 gyrer, hvoraf de tre i Arktis er delvis overlappende. Gyrernes cirkulation medfører, at vraggods, plastic og andet havaffald kan sejle rundt og rundt på havet (på eller lige under overfladen) indtil det bliver nedbrudt til stadig mindre partikler, driver i land eller synker til bunds.
Man har i forskningsøjemed afsendt plastickort, så man ved at spore disse kan få mere viden om gyrernes forløb og virkemåde.

## Plastikforureningen
I Affaldsøen i Stillehavet på et område på mellem 700.000 og 15.000.000 km2 er der ophobet store mængde plastikaffald med det meste nedbrudt til mikroplastik i konfetti-størrelse eller mindre med en koncentration som er målt i 1999 til 335 000 genstande/km2 eller 5.1 kg/km2. Tilsvarende er der fundet sammenlignelige mængder af mikroplastik og nanoplastik i alle de større strømhvirvler i oceanerne.

## Skema over de 11 gyrer
| Navn                                 | Hav                                                  | Omkreds  | Kredsløbstid | Hastighed   | Typisk vraggods                    |
| ------------------------------------ | ---------------------------------------------------- | -------- | ------------ | ----------- | ---------------------------------- |
| Alaska-gyren                         | Beauforthavet, Arktiske Hav                          | 4600 km  | 11 år        | 0,97 km/dag | plastickort                        |
| Melvilles gyre                       | Østsibiriske Hav, Laptevhavet, Arktiske Hav          | 5600 km' | 13 år        | 0,97 km/dag | plastickort                        |
| Arktiske gyre                        | Arktiske Hav                                         | 11000 km | 13 år        | 11,2 km/dag | trætønder                          |
| Nordatlantiske subarktiske gyre      | Nordlige Atlanterhav, Labradorhavet                  | 8900 km  | 1,7 år       | 14,2 km/dag | flaskepost                         |
| Nordatlantiske subtropiske gyre      | Nordlige Atlanterhav, Caribiske Hav, Mexicanske Golf | 14800 km | 3,3 år       | 11,7 km/dag | legoklodser, hummerkasseskilte     |
| Sydatlantiske subtropiske gyre       | Sydlige Atlanterhav                                  | 17600 km | 3,3 år       | 12,9 km/dag | plastickort                        |
| Antarktiske gyre                     | Sydpolarhavet                                        | 22000 km | 3,6 år       | 16,1 km/dag | vulkanske sten                     |
| Sydlige Stillehavs subtropiske gyre  | Sydlige Stillehav                                    | 27000 km | 5,6 år       | 11,6 km/dag | plastpartikler vulkanske sten      |
| Nordlige Stillehavs subtropiske gyre | Nordlige Stillehav                                   | 22000 km | 6 år         | 8,9 km/dag  | Nike-sko, ishockeybenskinner       |
| Nordlige Stillehavs subpolare gyre   | Nordlige Stillehav                                   | 13000 km | 3 år         | 10,6 km/dag | badedyr, computerskærme, ølflasker |
| Indiske Oceans subtropiske gyre      | Indiske Ocean                                        | 15200 km | 3,4 år       | 12,9 km/dag | plastickort                        |

## Eksterne links og henvisninger
1. ↑  There's Another Huge Plastic Garbage Patch in The Pacific Ocean. Science Alert 2017